# Sân bay Mersa Matruh
Sân bay Mersa Matruh (tiếng Ả Rập: مطار مرسى مطروح) (IATA: MUH, ICAO: HEMM) là một sân bay ở Mersa Matruh, Ai Cập.
Năm 2007, sân bay này đã phục vụ 50.074 lượt khác (tăng 20,3% so với năm 2006).

## Các hãng hàng không và các tuyến điểm
- EgyptAir Express (Cairo) [3]